# RC Lens
A Racing Club de Lens (röviden RC Lens) francia labdarúgóklubot Lens városában alapították 1906-ban. A csapat 2023-ban a francia első osztályban játszik. Becenevük a Les Sang et Or vagyis vér és arany, ami a hagyományos klubszínekre, a pirosra és az aranyra utal. Legnagyobb nemzetközi sikereik a 2005-ös és a 2007-es UEFA Intertotó-kupa győzelmek. Legnagyobb riválisa a Lille OSC, mérkőzéseik a Derby du Nord nevet kapták.

## Játékoskeret
2022. szeptember 2. szerint.
| #  |     | Poszt | Név                                                  |
| -- | --- | ----- | ---------------------------------------------------- |
| 1  | VEN | K     | Wuilker Faríñez                                      |
| 3  | COL | V     | Deiver Machado                                       |
| 4  | AUT | V     | Kevin Danso                                          |
| 6  | CMR | KP    | Jean Onana                                           |
| 7  | FRA | CS    | Florian Sotoca                                       |
| 8  | CIV | KP    | Seko Fofana                                          |
| 9  | POL | CS    | Adam Buksa                                           |
| 11 | BEL | CS    | Loïs Openda                                          |
| 13 | POL | KP    | Łukasz Poręba                                        |
| 14 | ARG | V     | Facundo Medina                                       |
| 15 | CPV | V     | Steven Fortès                                        |
| 16 | FRA | K     | Jean-Louis Leca                                      |
| 18 | FRA | CS    | Alexis Claude-Maurice (kölcsönben a Nice csapatától) |
| 19 | FRA | KP    | Jimmy Cabot                                          |

| #  |     | Poszt | Név                   |
| -- | --- | ----- | --------------------- |
| 20 | POR | KP    | David Costa           |
| 21 | MLI | V     | Massadio Haïdara      |
| 22 | FRA | CS    | Wesley Saïd           |
| 23 | FRA | V     | Ismaël Boura          |
| 24 | FRA | V     | Jonathan Gradit       |
| 25 | FRA | V     | Julien Le Cardinal    |
| 26 | GHA | KP    | Salis Abdul Samed     |
| 28 | FRA | KP    | Adrien Thomasson      |
| 29 | POL | KP    | Przemysław Frankowski |
| 30 | CGO | K     | Brice Samba           |
| 34 | MLI | KP    | Yaya Fofana           |
| 35 | FRA | V     | Adrien Louveau        |
| 40 | COM | K     | Yannick Pandor        |

## Korábbi jelentős játékosok

### Francia játékosok
| - Hervé Arsène - Jean-Pierre Bade - Roger Boli - Farès Bousdira - François Brisson - Philippe Brunel - Robert Budzynski - Éric Carrière - Olivier Dacourt - Mikaël Debève - Frédéric Déhu | - Stanis - Wagneau Eloi - Francis Gillot - Gaëtan Huard - Valérien Ismaël - Ignace Kowalczyk - Daniel Krawczyk - Yoann Lachor - Pierre Laigle - Georges Lech | - Daniel Leclercq - Cyrille Magnier - Xavier Méride - Frédéric Meyrieu - Olivier Monterrubio - Daniel Moreira - Edmond Novicki - José-Karl Pierre-Fanfan - Bernard Placzek - Didier Sénac - Antoine Sibierski | - Éric Sikora - Didier Six - Arnold Sowinski - Tony Vairelles - Philippe Vercruysse - Jean-Guy Wallemme - Guillaume Warmuz - Maryan Wisniewski - Daniel Xuereb - Stéphane Ziani |

### Külföldi játékosok
| - Jimmy Adjovi-Bocco - Jacek Bąk - Jules Bocandé - Titi Camara - Ferdinand Coly - Adama Coulibaly - Mounir Diane - Aruna Dindane - Papa Bouba Diop - El-Hadji Diouf - Anto Drobnjak - Mustapha El Haddaoui | - Eugeniusz Faber - Marc-Vivien Foé - Esteban Fuertes - Ryszard Grzegorczyk - Vitorino Hilton - Joseph-Désiré Job - Seydou Keita - Tony Marek - Joachim Marx - François Omam-Biyik - Wilson Oruma | - Ahmed Oudjani - Venancio Ramos - Lamine Sakho - Robbie Slater - Vladimír Šmicer - Ladislas Smid (Siklo) - Rigobert Song - Teitur Þórðarson - Joël Tiéhi - Benoît Thans - John Utaka |  |

## Edzők
|  | - Jack Harris (1934) - Robert De Veen (1934–1936) - John Galbraith (1936–1938) - Raymond François (1938) - Eisenhoffer József (1938–1939) - John Galbraith (1939) - Richard Buisson (1939–1941) - Georges Beaucourt (1941–1942) - Anton Marek (1942–1947) - Nicolas Hisbst (1948–1950) - Ludvic Dupal (1950–1953) - Anton Marek (1953–1956) - Felix Witowski (1956–1958) - Karel Michlowski (1956–1958) - Jules Bigot (1958–1962) - Élie Fruchart (1962–1969) | - Arnold Sowinski (1970–1978) - Roger Lemerre (1978–1979) - Arnold Sowinski (1979–1981) - Jean Serafin (1981–1982) - Gérard Houllier (1982–1985) - Joachim Marx (1985–1988) - Arnold Sowinski (1988) - Jean Parisseaux (1988–1989) - Philippe Redon (1989) - Marcel Husson (1989–1990) - Arnaud Dos Santos (1990–1992) - Patrice Bergues (1992–1996) - Slavo Muslin (1996–1997) - Roger Lemerre (1997) - Daniel Leclercq (1997–1999) - François Brisson (1999–2000) | - Rolland Courbis (2000–2001) - Georges Tournay (2001) - Joël Muller (2001-2005) - Francis Gillot (2005-2007) - Guy Roux (2007) - Jean-Pierre Papin (2007-2008) - Jean-Guy Wallemme (2008-2011) - Bölöni László (2011) - Jean-Louis Garcia (2011–2012) - Eric Sikora (2012–2013) - Antoine Kombouaré (2013–2016) - Alain Casanova (2016–2017) - Éric Sikora (2017–2018) - Philippe Montanier (2018–2020) - Franck Haise (2020–) |

## Sikerek
- Ligue 1: 1997-98
- Ligue 2: 1936-37, 1948-49, 1972-73, 2008-09
- Francia ligakupa: 1994, 1999
- Coupe Charles Drago: 1959, 1960, 1965
- Coupe Gambardella: 1957, 1958, 1992
- UEFA-kupa elődöntős: 2000
- Intertotó-kupa: 2005, 2007

## Külső hivatkozások
- (franciául) Hivatalos weboldal
- (franciául) Nem hivatalos weboldal: Hírek, klubtörténet, interjúk, képek
- (lengyelül) Lengyel RC Lens weboldal
- (franciául) SiteRCL.com
- (angolul) Football-lineups.com[halott link]